# Urocitellus richardsonii
Urocitellus richardsonii е вид гризач от семейство Катерицови (Sciuridae). Възникнал е преди около 0,3 млн. години по времето на периода кватернер. Видът не е застрашен от изчезване.

## Разпространение и местообитание
Разпространен е в Канада (Албърта, Манитоба и Саскачеван) и САЩ (Айова, Минесота, Монтана, Северна Дакота и Южна Дакота).
Обитава градски и гористи местности, хълмове, поляни, ливади, савани и степи.

## Описание
На дължина достигат до 21,1 cm, а теглото им е около 325,1 g. Имат телесна температура около 35,4 °C.
Популацията на вида е стабилна.